# Jessie Lamb testamentuma
A Jessie Lamb testamentuma (The Testament of Jessie Lamb) egy 2011-ben megjelent ifjúsági soft science fiction regény Jane Rogers tollából. A regény tartalmaz disztópikus és apokaliptikus jegyeket, de tekinthetünk rá fejlődésregényként is. Rogers elnyerte vele az Arthur C. Clarke-díjat és jelölték a Man Booker-díjra is.
A regényt magyar nyelven 2013-ban adta ki az Ad Astra, Béresi Csilla fordításában.

## Cselekmény
|  | Alább a cselekmény részletei következnek! |

A közeljövőben elszabadul egy vírus, mely elsődlegesen a terhes nőket támadja meg, korra való tekintet nélkül. Nem tudni, hogy a bioterrorizmus okozta ezt a szörnyűséget, vagy más. A jövőben a tudományellenes ökoterroristák csapnak össze utcai bandákkal és radikális feministákkal. Mások a kórra keresnek gyógyírt. Sok fiatal már nem mer gyermeket vállalni, mert félnek a vírustól. Ebben a jövőben él Jessie Lamb, az átlagos kamaszlány, akinek a szemszögéből ismerszik meg a történet, jobban mondva a naplóbejegyzéseiből.
|  | Itt a vége a cselekmény részletezésének! |

## Magyarul
- Jessie Lamb testamentuma; ford. Béresi Csilla; Ad Astra, Bp., 2013